# Эроге
Эроге (яп. エロゲー эрогэ:), от англ. erotic game («эротическая игра») — японские компьютерные игры эротического содержания, обычно стилизованы под рисованную анимацию (аниме). Также называются «хентайными играми». У эроге, выпущенных на территории Японии, есть цензура, так как в стране существуют строгие законы, запрещающие показ всех гениталий. Обычно их маскируют размывающими пикселями. В ранних эроге практически отсутствовал сюжет. В частности благодаря им стали популярны компьютеры NEC PC-8801. Вскоре появились новые поджанры и жанры — ролевая эроге (Chaos Angels), симулятор свиданий (Dokyusei), так называемый «звуковой роман» (Otogirisou), визуальный роман (Shizuku). Большинство эроге являются визуальными романами или романтическими симуляторами бисёдзё-гейм. Распространены также эротические мозаики, за сбор которых игрок награждается эротическими изображениями. Выпускают также трёхмерные игры: A-ga, Biko, Des Blood, RapeLay, Requiem Hurts, Time Leap. Большая часть «эроге» выпускается для персональных компьютеров.

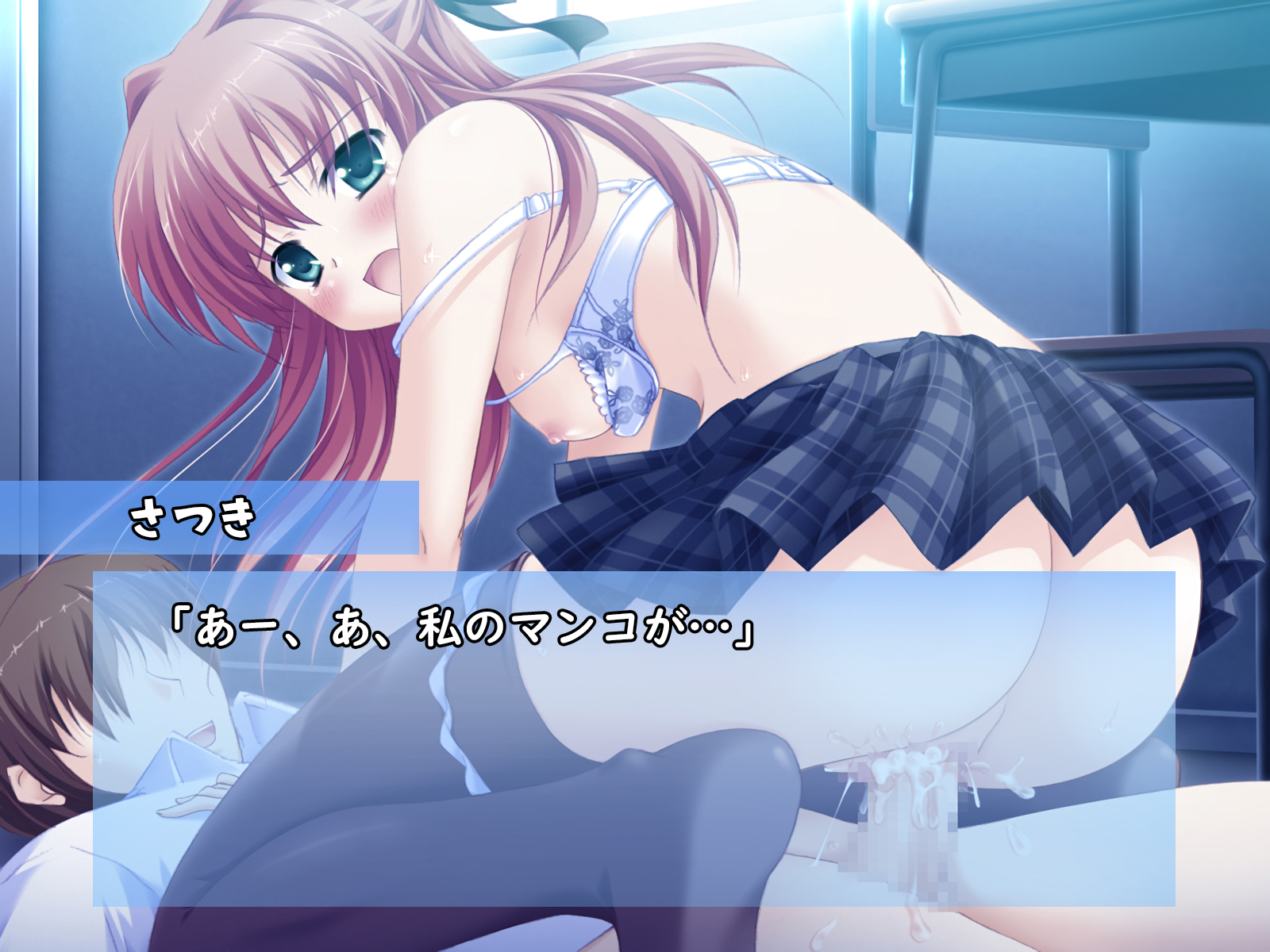
Кадр из эроге-игры

Первой эроге, выпущенной за пределами Японии, стала игра Cobra Mission: Panic in Cobra City.
Информация о новых играх печатается в тематических журналах — PUSH!!, Dengeki Hime, BugBug и других.

## История
Японские эроге, также известные как H-игры или хентайные игры, начали впервые появляться в начале 1980-х годов, когда японские компании стали выпускать собственные марки микрокомпьютеров, конкурировавшие с американскими, например Sharp X1, Fujitsu FM-7, MSX и NEC PC-8801. Компания NEC значительно отставала от конкурентов в плане аппаратного обеспечения (их устройства поддерживали только 16 цветов и не имели звука) и попыталась найти оригинальный способ завоевать себе значительный контроль над рынком путём создания эротической игры для своей платформы. Первая видеоигра Yakyūken была создана компанией Hudson Soft для компьютеров Sharp MZ-80K и MZ-700 в 1981 году. В ней 19-летняя женщина по имени Мэгуми, предположительно родом с Хоккайдо, отрисована в основном с помощью символов ASCII, и главной задачей игрока является её раздевание. В 1982 году за ней последовали и другие игры. Так, компанией Koei в жанре графического приключения выпущена Night Life с подборкой изображений явного эротического характера специально для приставки NEC PC-8801. В этом же году для той же приставки вышла другая эротическая игра: Danchi Tsuma no Yuwaku в жанре ранней ролевой игры для приставки NEC PC-8801. Игра стала бестселлером и помогла компании Koei значительно продвинуться в своём развитии.
Также специально для приставки NEC PC-8801 эротические игры выпустили другие ныне известные компании: Enix, Square Co. и Nihon Falcom. Ранние эроге не имели практически никакого сюжета, лишь концентрировались на сексуальных сценах, что приводило к негативной реакции японской прессы, хотя в некоторых ранних играх можно встретить сложную и вдумчивую сюжетную линию, созданную, однако, в качестве оправдания для порнографии. Эроге сумели сделать NEC PC-8801 популярным, при том, что люди платили по 8800 иен ($85) за весьма простые игры. Вскоре другие независимые компании выпустили свои версии эроге: Chaos Angels, ролевую игру, выпущенную компанией ASCI, а также серию игр Dragon Knight от компании Elf и Rance.
Первая эроге в жанре симулятора свиданий — Dokyusei — была выпущена компанией Elf в 1992 году. Здесь игрок должен завоевать любовь одного из женских персонажей. Данная игра значительно повлияла на развитие эроге. Вскоре вышла эроге Otogirisou для Super Famicom, где также есть несколько вариантов развития сюжета. Игра привлекла множество покупателей.

## BL-игры
BL-игры (яп. ボーイズラブゲーム бо:йдзурабу гэ:му, англ. BL game) или яойные игры — эротические игры, изображающие гомосексуальные отношения между мужчинами. Название жанра происходит от псевдоангл. термина «Boys' Love» или «BL» (яп. ボーイズラブ бо:йдзу рабу, «мальчиковая любовь»). Как и отомэ-гейм, они предназначены для девушек и женщин. Кроме того, во многих отомэ-гейм присутствуют намёки или гомосексуальные эротические отношения между различными персонажами. BL-игры очень редко выходят за пределами Японии. По данным на 2006 год, общий ежемесячный доход от продаж BL-игр составляет 160 млн иен.
В 2006 году компания JAST USA выпустила в США игру Enzai (под названием Enzai: Falsely Accused). Enzai — первая BL-игра, официально переведённая на английский. Позднее JAST USA также лицензировала Zetta Fukujuu Meirei (как Absolute Obedience). В настоящее время распространена точка зрения, что лицензия данных игр за пределами Японии коммерчески невыгодна из-за легкодоступности игр в сети и широкого распространения любительских переводов.

## Цензура
Как и хентай-аниме и порнография, эроге подчиняются цензурным ограничениям. К примеру, интимные части тела, изображённые художниками игр, обычно закрыты полупрозрачными пикселями. В других случаях — гениталии не отображаются вовсе или вместо них нарисованы квадраты чёрного цвета. Существуют любительские модификации, которые снимают данные цензурные ограничения.